# KK Mega Basket
El KK Mega Basket (en serbi: Košarkaški klub Mega Basket / Кошаркашки клуб Мега Баскет) és un club de bàsquet de la ciutat de Belgrad a Sèrbia.
Es va fundar el 23 de desembre de 1998 amb el nom de KK Avala Ada començant a jugar en categories inferiors. Al final de la temporada 2004-05, el club s'ha classificat per a la competició més important del país. El desembre de 2005, el club va canviar el seu nom per KK Mega Basket. L'agost de 2009, abans del començament de la temporada 2009-10, es va fusionar amb el KK Vizura, un altre club de Belgrad, i el club va ser conegut com KK Mega Vizura.
A més de Belgrad, el club també ha jugat els seus partits com a local a Kruševac (temporada 2012-13), Smederevo (temporada 2013-14) i Sremska Mitrovica (2014-2019).

## Nom de patrocini
El club ha tingut diverses denominacions al llarg dels anys a causa del seu patrocini:
- Mega Ishrana (2005–2007)
- Mega Aqua Monta (2007–2008)
- Mega Hypo Leasing (2008–2009)
- Mega Vizura (2009–2014)
- Mega Leks (2014–2017)
- Mega Bemax (2017–2020)
- Mega Soccerbet (2020–present)

## Palmarès
- Lliga Adriàtica
  - Finalistes (1): 2015-16
- Copa sèrbia
  - Campions (1): 2015–16
  - Finalistes (2): 2013–14, 2014–15